# Peinafobie
Peinafobie is een vermeende angst voor honger of het hongergevoel. De term bestaat, net als het geval is voor de meeste fobiën, uit een combinatie van de Griekse woorden πείνα (peina = honger) en φόβος (phóbos = angst, vrees). De fobie is niet officieel herkend en niet opgenomen in de Diagnostic and Statistical Manual of Mental Disorders van de American Psychiatric Association of de ICD-10 (hoofdstuk Neurotische stoornissen, stress-gebonden stoornissen en somatoforme stoornissen). In het Engels  wordt vaak het woord borborygmofobie (borborygmuphobia) gebruikt, verwijzend naar het Latijnse woord voor een rommelende maag.
Peinafobie kan in vele gevallen leiden tot eetbuien, en in extreme gevallen zelfs tot boulimie of eetbuistoornissen.

## Onderzoek
Er is weinig onderzoek naar deze vermeende fobie gedaan, daar veel klachten niet of moeilijk medisch vast te stellen zijn. Peinafobie kan als ziektebeeld worden vergeleken met de veel vaker voorkomende eetstoornis boulimie.
In onderzoek door Ohmoto, Kato, Kagamiishi and Manako wordt een verband gelegd tussen spijsverteringsklachten en peinafobie. Volgens dit onderzoek zou de fobie psychosomatische klachten veroorzaken, dit zijn lichamelijke klachten met een psychische oorzaak.